# Ad-hoc-Ethikkommission (Europäische Kommission)
Die Ad-hoc-Ethikkommission, auch kurz nur Ethikkommission, oder Ad-hoc-Ethik-Komitee (englisch Ad hoc Ethical Committee) ist ein Ethikbeirat der Europäischen Kommission, der die folgenden Tätigkeiten ehemaliger EU-Politiker in Bezug auf Vereinbarkeit beurteilt.

## Aufgaben und Geschichte
Die EU-Kommission erhielt 2001 unter Prodi einen Verhaltenskodex für Kommissionsmitglieder (Code of Conduct for Commissioners, K(2011) 2904). In diesem wurde insbesondere geregelt, wie mit Fragen des Lobbying, Geschenken und Spenden, oder Interessenskonflikten mit anderweitigen Tätigkeiten umzugehen ist. Für ehemalige Kommissionsmitglieder gilt für eine folgende berufliche Tätigkeit eine Vereinbarkeit nach Artikel 245 des Vertrags über die Arbeitsweise der Europäischen Union (AEUV, ex-Art. 213 EGV), der „insbesondere die Pflicht“ vorschreibt, „bei der Annahme gewisser Tätigkeiten oder Vorteile nach Ablauf dieser Tätigkeit [Anm.: ihrer Amtszeit] ehrenhaft und zurückhaltend zu sein.“ Dabei gilt dann speziell der Abschnitt 1.2. Tätigkeiten nach Beendigung der Amtszeit des Verhaltenskodex, nach dem zumindest in den ersten 18 Monaten nach Ausscheiden („cooling off“-Periode) die neue geplanten Tätigkeit der aktuellen Kommission mitgeteilt werden muss, und diese ihre Einwilligung geben muss. Falls diese „im Zusammenhang mit dem Ressort des [ehemaligen] Kommissionsmitglieds“ steht, ist vorgesehen, eine Stellungnahme einer Ethikkommission einzuholen, bevor die EU-Kommission die Entscheidung trifft. Bei einer abweisenden Entscheidung der EU-Kommission könnte diese oder das Europäische Parlament sogar ein Sanktionsverfahren vor dem Gerichtshof der Europäischen Union (CVRIA/CJEU) anstrengen, sollte ein ex-Kommissar sich nicht an den Verhaltenskodex halten – so ein Fall ist bisher nicht vorgekommen.
Diese Ad-hoc-Ethikkommission als Beirat wurde 2003 installiert (C(2003) 3750, Oktober 2003).
Es sind drei Mitglieder vorgesehen (Art. 4 Abs. 1 C(2003) 3750), sie werden von der Kommission selbst bestimmt (Art. 5), sollen über entsprechende „Kompetenz, Erfahrung und beruflichen Fähigkeiten“ verfügen (Art. 4 Abs. 1), und üben diese Tätigkeit für je drei Jahre aus (Art. 6). Sie tagt nicht ständig, sondern tritt nur im Falle einer Anfrage zusammen (daher ad hoc, „aus Anlaß“).
Aufgabe der Ethikkommission ist, eine Stellungnahme „zu allgemeinen ethischen Fragen“ (Abschnitt 2.3 Verhaltenskodex) abzugeben. Inwieweit die Kommission dann diesen Empfehlungen folgt, ist nicht explizit geregelt, aber die Stellungnahme soll bei nicht ein einstimmiger Entscheidung innerhalb des Komitees auch die abweichende Meinung enthalten sein (Art. 9 C(2003) 3750). In der Praxis tendiert die Kommission dazu, das Ethikkomitee nur zu befragen, wenn die folgende Tätigkeit nicht stark akademisch oder kulturell ausgerichtet ist, und nur wenn der betreffende ex-Kommissar einen der verantwortungsvolleren Posten innehatte. Dabei gab es Fälle, in denen die EU-Kommission nach ablehnender Haltung der Ethikkommission keine Entscheidung traf, man nimmt an, dass dann dem betroffenen ex-Kommissar „informell“ nahegelegt wurde, seine Tätigkeitsabsichten zurückzustellen.
Dass der Beirat, der ihre späteren Berufswünsche beurteilt, von den Kommissaren selbst ernannt wird, wurde durchaus kritisch gesehen. So geriet die Kommission Barroso 2009 in öffentliche Kritik, als sie Michel Petite zum Vorsitzenden der Ethikkommission benannte, der nach seiner Rechtsberatertätigkeit für die drei Präsidenten Delors, Prodi und Barroso zur Anwaltskanzlei und bekanntem EU-Lobbyisten Clifford Chance gewechselt hatte, eine in Bezug auf Vereinbarkeit ebenfalls prekäre Entscheidung. 2011 wurde dann auch der Verhaltenskodex überarbeitet. 2012 wurde Petite von der Kommission Barroso (II) sogar wiederernannt, nach Beschwerden einiger NGOs wurde der Europäische Ombudsmann Diamandouros aktiv, und die Bestellung wurde widerrufen.
Nach den Vertrauenskrisen in die EU der frühen 2010er bezog die Kommission Juncker die Ethikkommission intensiv ein. Allein zwischen 2014 und 2016 gab sie über 30 Stellungnahmen ab, dabei wurden der Gutteil aller Ansuchen von Barroso-Kommissaren von der noch unter Barroso bestimmten Ethikkommission gutgeheissen, aber drei Anträge abgelehnt und zurückgezogen. Aber auch die unter  Juncker bestimmte Ethikkommission wurde kritisch gesehen, zwei der drei Mitglieder waren vorher Sonderberater von Kommissaren gewesen. Nach dem Fall des Wechsels von Barroso selbst zum Finanzdienstleister Goldman Sachs, der aber nach Ablauf der 18-Monate-Frist erfolgte, wurde die Frage des Verhaltenskodex und der Entscheidungen der Ethikkommission insbesondere durch die Bahamas-Leaks 2016 wieder aktuell, in denen auch Steueroasen-Firmen von EU-Politikern auftauchten.

## Mitglieder
Seit Juli 2016:
- Christiaan Timmermans, dänischer Rechtswissenschaftler, ehem. Mitglied des Europäischen Gerichtshofs
- Dagmar Roth-Behrendt, deutsche Rechtswissenschaftlerin, ehem. Vizepräsidentin des Europäischen Parlaments
- Heinz Zourek, österreichischer Wirtschaftswissenschaftler, ehem. Generaldirektor der Generaldirektion Steuern und Zollunion

## Rechtsquellen
- Commission Decision of 21.10.2003 establishing the ad hoc ethical committee foreseen by the Code of Conduct for Commissioners. C(2003) 3750 final, Brüssel 21. Oktober 2003 (englische Fassung; pdf, ec.europa.eu).[4]
- Code de Conduite des Commissaire. C(2011) 2904 final, PO/2011/2877, Brüssel 20. April 2001 (deutsche Fassung; pdf, ec.europa.eu).